# SN 1987A
SN 1987A — сверхновая звезда, вспыхнувшая на окраине туманности Тарантул в Большом Магеллановом Облаке, карликовой галактике-спутнике Млечного Пути, приблизительно в 51,4 килопарсека (168 тысяч световых лет) от Земли. Свет вспышки достиг Земли 23 февраля 1987 года:22:197. Поскольку это была первая сверхновая, наблюдавшаяся в 1987 году, ей присвоили название SN 1987A.
В максимуме, достигнутом в мае 1987 года, она была видимой невооружённым глазом, пиковая видимая звёздная величина составила +3:185. Это самая близкая вспышка сверхновой, наблюдавшаяся со времён изобретения телескопа.

## Звезда-предшественник и вспышка
Сверхновая SN 1987A была открыта канадским астрономом Яном Шелтоном при помощи 25-см астрографа обсерватории Лас-Кампанас:182, а первая фотография получена Мак Нотом 23 февраля в 10:35:22. В течение первой послевспышечной декады светимость SN 1987A уменьшалась, а затем почти три месяца увеличивалась до максимума:197. Звездой-предшественником SN 1987A был голубой сверхгигант Sanduleak −69° 202 с массой около 17 масс Солнца, который присутствует ещё в Капском фотографическом обозрении 1896—1900 гг.:183 По радиоизлучению, зарегистрированному в первые две недели вспышки, радиоастрономами было установлено, что окружавший звезду газ по плотности и скорости соответствовал звёздному ветру голубого сверхгиганта. В то же время ультрафиолетовое излучение, зарегистрированное в мае 1987 года спутником IUE, по спектру соответствовало газу более высокой плотности и меньшей скорости, располагавшемуся дальше от звезды-предшественника. На основе анализа был сделан вывод, что этот газ соответствовал звёздному ветру красного сверхгиганта, дувшему за тысячи лет до вспышки, то есть что звезда-предшественник была в то время красным сверхгигантом, но затем превратилась в голубой сверхгигант:29.
Вспышка потребовала пересмотра некоторых положений теории звёздной эволюции, поскольку считалось, что почти исключительно красные сверхгиганты и звёзды Вольфа — Райе могут вспыхивать как сверхновые:184.
SN 1987A является сверхновой типа II, образующейся на конечном этапе из одиночных массивных звёзд, о чём свидетельствовали линии водорода уже в самых ранних спектрах этой сверхновой, так как именно водород и гелий являются основными элементами оболочки сверхновых II типа:23—24.

## Нейтринная вспышка
В 2:52 по всемирному времени 23 февраля на советско-итальянском нейтринном детекторе LSD под горой Монблан было зарегистрировано 5 событий, вызванных нейтрино; подобные эффекты за счёт случайных совпадений фон способен создавать лишь раз в два года:192. Через 5 часов, в 7:35 по всемирному времени 23 февраля (приблизительно за 3 часа до первого обнаружения сверхновой на фотопластинке) нейтринные обсерватории Kamiokande II, IMB и Баксан зарегистрировали вспышку нейтрино, длившуюся менее 13 секунд, причём по данным Kamiokande II было определено направление, с точностью около 20 градусов совпавшее с направлением на Большое Магелланово Облако:191. Хотя за это время были зарегистрированы всего 24 нейтрино и антинейтрино, это существенно превысило фон. Зарегистрированные нейтринные события стали первым (и на 2017 год — единственным) случаем регистрации нейтрино от вспышки сверхновой. По современным представлениям, энергия нейтрино составляет около 99 % общей энергии, выделяемой при вспышке. Всего выделилось порядка 1058 нейтрино с общей энергией порядка 1046 джоулей:189 (~100 Foe). Всплеск нейтрино, унёсший основную часть гравитационной энергии, свидетельствовал о коллапсе ядра звезды-предшественника и образовании на его месте нейтронной звезды:26—27
Нейтрино и антинейтрино достигли Земли практически одновременно, что стало подтверждением общепринятой теории, по которой гравитационные силы действуют на материю и антиматерию одинаково.
Тепловой энергии разлетающегося вещества оболочки сверхновой недостаточно для объяснения длительности её вспышки, продолжавшейся несколько месяцев. На поздней стадии сверхновая светилась за счёт энергии радиоактивного распада никеля-56 (период полураспада 6 суток) с образованием кобальта-56 и последующего распада кобальта-56 (период полураспада 77,3 суток) с образованием стабильного железа-56. Уносящие большую часть энергии распада гамма-кванты, рассеиваясь оболочкой, породили также жёсткое рентгеновское излучение сверхновой:25—27.
10 августа 1987 года обсерваторией «Рентген» на модуле «Квант-1» было обнаружено жёсткое рентгеновское излучение SN 1987A:195, получены широкополосные (~1—1000 кэВ) спектры излучения этой сверхновой. Поток в диапазоне 20—300 кэВ от SN 1987A был также зарегистрирован спутником Ginga:195. Гамма-излучение от сверхновой регистрировалось в августе-ноябре 1987 года спутником SMM:26.

## Световое эхо
В феврале 1988 года на Европейской южной обсерватории было обнаружено световое эхо сверхновой SN 1987A. Оно представляло собой два концентрических кольца вокруг места вспышки сверхновой, которые созданы рассеявшимся на газо-пылевых облаках светом, испущенным сверхновой во время вспышки:29.
В исследовании, опубликованном в июне 2015 года, используя изображения с космического телескопа «Хаббл» и Very Large Telescope, сделанные в период с 1994 по 2014 год, показывается, что светящиеся сгустки материи, составляющие кольца, исчезают. Прогнозируется, что кольца исчезнут в период между 2020 и 2030 годами.

## Остаток сверхновой
Остаток SN 1987A является объектом пристального изучения. Особенностью сверхновой являются открытые в 1994 два симметрично расположенных неярких кольца, образовавшихся при слиянии двух звёзд.
Примерно в 2001 году вещество, образовавшееся в результате взрыва и разлетающееся со скоростью более 7000 км/с, достигло внутреннего кольца. Это стало причиной нагревания последнего и порождения рентгеновского излучения, поток которого от кольца увеличился в три раза с 2001 по 2009 год. Часть рентгеновского излучения, поглощаемая плотным веществом, близким к центру, отвечает за сопоставимое увеличение видимого потока от остатка сверхновой за период с 2001 по 2009 гг. Это увеличение яркости остатка повернуло вспять процесс, наблюдавшийся до 2001 года, когда поток в видимом диапазоне уменьшался из-за распада изотопа титан-44.
Астрономы предсказывали, что по мере остывания газа после взрыва атомы кислорода, углерода и кремния в холодных центральных частях остатка будут связываться, образуя большие количества молекул и пыли. Однако наблюдения SN 1987A с помощью инфракрасных телескопов в течение первых 500 дней после взрыва выявили лишь малые количества горячей пыли. 6 января 2014 года появилось сообщение об обнаружении в рамках проекта ALMA намного больших количеств холодной пыли, которые ярко светились в миллиметровом и субмиллиметровом диапазонах. Астрономы оценили, что на тот момент остаток сверхновой содержал вновь образовавшуюся пыль массой в четверть массы Солнца, и что почти весь углерод, выделившийся в результате взрыва, вошёл в состав пыли; они также нашли значительные количества диоксида углерода и моноксида кремния.
В 2019 году при анализе данных телескопа ALMA, полученных в 2015 году, учёные обнаружили в системе SN 1987A участок пыли и газа с высокой относительно окрестностей температурой (хотя более высокую плотность, а не температуру этого участка нельзя полностью исключать), что дало повод авторам исследования утверждать в опубликованной статье о вероятном компактном источнике, а в публичном заявлении — о нейтронной звезде, скрывающейся за пылью и нагревающей её.